# Razze aliene nell'Universo DC

L'Universo DC accoglie in sé diverse razze aliene fittizie. Queste compaiono nei fumetti pubblicati dalla DC Comics, così come in altri media correlati. Di seguito una lista, integrata con citazioni e riferimenti.

## 0-9
- Folletti della quinta dimensione - Zrfff è la casa di tutti i folletti della 5º Dimensione, inclusi Mister Mxyzptlk, Miss Gsptlsnz, Mister Genie (Genro), Quisp, Yzlkz il Thunderbolt, Bat-Mito, Zook e Mopee.

## A
- Aelloni - Gli Aelloni sono i rettili umanoidi dalla pelle gialla di Aello (Stormswift), Demonia, Harpis e Doc di Aello furono tutti membri degli Omega Men.
- Alien Invaders - Gli antagonisti principali senza nome di Armageddon: The Alien Agenda.
- Almeraci - Gli Almeraci di Almerac sono una razza di psichici umanoidi molto simili alla gente di Euphorix. Sono rappresentati da Maxima e Ultraa.
- Aloi - Gli Aloi sono alieni con la pelle blu la cui fronte è rigata. Gli Aloi sono in guerra contro i Margoi a causa di un dispositivo noto come il "Grayl". Gli Aloi furono rappresentati da Tumlat.
- Anasazi - Nell'Universo DC, gli Indiani Anasazi furono reinsediati sul pianeta Starhaven, rappresentati da Dawnstar.
- Alstairiani - Gli Alstairiani di Alstair sono uno dei quattro popoli più tecnologicamente avanzati e costantemente in guerra, e diffusori di paura nello spazio del sistema di Antares. Gli Alstairiani più conosciuti è il loro capo, il pianeta alieno elementale noto come Hyathis. *Gli Alstairiani sono umanoidi simili alle piante con foglie verdi al posto dei capelli.
- Andromedani - Gli Andromedani della Galassia di Andromeda sono una razza di super umani simili ai Kryptoniani e ai Daxamiti. Hanno i capelli rossi, pelle bianchissima e gli occhi blu. Uno degli Andromedani di nome Karb-Brak fu esiliato sulla Terra poiché sviluppò una rara forma di allergia al metabolismo super umano, e assunse l'identità umana di un operaio edile di nome Andrew Meda. Superman e Vartox riuscirono infine a curare Karb-Brak e a farlo ritornare sul suo mondo.
- Angtuani- Abitanti del pianeta Angtu, un mondo con un'atmosfera spessa e nociva. Angtu fu infine distrutto nel XXX secolo dal nativo mutante Mano.
- Anunnake - Gli Anunnanke sono rettili alieni che affermano di aver estinto i dinosauri, anche conosciuti come Cacciatori/Raccoglitori.
- Anndrann - I geni militari verdi Andrann di Anndranna furono banditi su Bellatrix, e sono famosi per le loro armi da guerra. Il ferro ha degli effetti deleteri sulle loro abilità cognitive.
- Appelaxiani - Gli Appelaxiani di Appelax sono una razza di alieni tecnologicamente avanzati conl'abilità di creare dei corpi artificiali per le loro menti.
- Aquoidi - Gli Aquoidi sono nativi del pianeta Beltair IV.
- Aranei - Gli Aranei di Arane II sono una razza di alieni umanoidi con la pelle azzurra, i capelli bianchi, e con piccole corna che spuntano dalle fronti. Rolind Siepur di Arane II è un membro del Dark Circle.

## B
- Bambini di Tanjent - Razza psionica.
- Barrioni - I Barrioni di Barrio III sono forme di vita a base di silicio. Sono rappresentati dalla Lanterna Verde conosciuta come Chaselon.
- Bellatrix Bombers - signori della guerra alieni che comparvero in Green Lantern v.3 n. 20.
- Bgztliani - Bgztl è una colonia antica della Terra. I Bgztliani sono umani che condividono il proprio talento metaumano, e cioè l'abilità di diventare intangibili. Phantom Girl della Legione dei Supereroi è la loro rappresentante.
- Blight - (LOSH)
- Parassiti Bloodline - Gli otto Parassiti Bloodline erano forme di vita extraterrestri capaci di attivare accidentalmente il metagene umano durante l'atto di cibarsi del fluido spinale umano. Tutti i parassiti hanno un esoscheletro densissimo ed erano tutti incredibilmente forti, e tutti loro avevano l'abilità di duplicare la vita umana.
- Braaliani - Braal è un'antica colonia della Terra. I Braaliani sono umani che condividono lo stesso talento metaumano, l'abilità di manipolare i campi elettromagnetici locali. Cosmic Boy della Legione dei Supereroi è il loro rappresentante.
- Branx - I guerrieri Branx Emana Branx sono una razza di guerrieri a quattro armi, sordi ma arguti, con la pelle grigia che servono i Cittadini. Sono nativi del Sistema Vega.
- Brylyx - Alieni dalla pelle bianca che comparvero in Green Lantern: Mosiac.
- Bolovax Vikiani - I Bolovax Vikiani altamente comunali e tecnologicamente avanzati di Bolovax Vik sono una razza estinta. Kilowog del Corpo delle Lanterne Verdi è l'ultimo sopravvissuto di questa specie.

## C
- Cairniani - Membri della L.E.G.I.O.N..
- Calatoniani - Antinca monarchia spazzata via dal pianeta Calaton distrutto da Doomsday.
- Carggiti - Cargg è un'antica colonia della Terra. I Carggiti sono umani che condividono lo stesso talento, l'abilità di triplicare se stessi. Triplicate Girl della Legione dei Supereroi è la loro rappresentante.
- I Cathexis - I Cathexis sono una razza di super scienziati alieni dalla "sesta dimensione" che crearono una realtà consapevole per sé che mise in pericolo la tecnologia.
- Changralyniani - I Changralyniani di Changralyn sono una razza di pacifisti a base di silicio, e sono rappresentati da Broot degli Omega Men.
- Chietain
- Circadiani - I pacifici insettoidi Circadiani di Circadia stabilirono una congiunzione Circadiana/Umana nel XXX secolo conosciuta come Colina Pax. Il Circadiano meglio conosciuto è Circadia Senius un compagno di Ricerca di cronarchia al Metropolis Time Institute, ed un amico di Brainiac 5.
- Cthaloniani
- Citadeliani - I Citadeliani della Cittadella, sono una raza di sadici cloni imperialisti, il cui intelletto e il già avviato degrado genetico si fa più marcato con l'avanzare di ogni generazione di nuovi cloni. Gli ex tiranni del sistema stellare Vega sono ora un impero in declino. I Cittadelliani utilizzano i guerrieri Gordaniani e Branxcome propri rinforzi. Possiedono una limitata maestria nella tecnologia di Psion.
- Clemenziani - I Clemenziani di Clemenzia sono anche conosciuti come "Black Mercies". La Lanterna Verde nota come Mother Mercy è la custode e la padrona della razza Clemenziana.
- Coluani - I Coluani di Colu sono una specie precognitiva, una delle più tecnologicamente avanzate conosciute nell'universo. Sono stati rappresentati da numerosi uomini e donne che portarono il nome di Brainiac.
- Competaliani - I Competaliani di Competalia, son una razza di gente potenziata dal loro equivalente del metagene. Recentemente hanno spodestato il tiranno conosciuto come Anathema. Il loro è un concetto simile a quello degli Inumani della Marvel Comics.
- Controllori - I Controllori sono una razza discendente dai Maltusiani, cugini delle razze simili noti come Oani e le Zamaron.
- Culacaoni - I Culacaoni of Culacao sono uno strano esempio di una forma di vita deliberatamente creata in laboratorio. Il sesso Culacaoni viene esibito come un fenotipo estremamente distinto, i maschi dalla pelle gialla sono umanoidi, mentre le femmine sembrano essere giganteschi molluschi. Le femmine hanno una membrana sensibile nel loro guscio che quando viene lacerata dai maschi le sottopongono in mitosi, e i nuovi neonati maschi vengono tagliati via dalla nuova sezione.
- Czarniani - I Czarniani sono una razza quasi estinta dal pianeta Czarnia, Lobo è l'ultimo Czarniano.

## D
- Daxamiti - I Daxamiti di Daxam sono i discendenti dei coloni Kryptoniani. Come i loro cugini Kryptoniani, i Daxamiti presentano dei poteri molto simili a quelli di Superman quando vengono esposti alla luce di un sole giallo. Gli abitanti xenofobi di Daxam tendono a stare sul proprio pianeta, ma alcuni come Julia, Lar Gand e Sodam Yat si sono avventurati per la galassia.
- Debstams - I Debstams di Debtam IV sono una razza di umanoidi spazzati via da una pandemia portata sul loro mondo dal tiranno Mongul.
- Dhoriani - I Dhoriani of Dhor sono una delle quattro razze di diffusori di paura per lo spazio e tecnologicamente avanzati sempre in guerra nativi del sistema Antares. L'infame Kanjar Ro è Dhoriano. I Dhoriani possiedono dei larghi occhi simili a quelli degli insetti e nasi estremamente sporgenti.
- Diibs - I massicci e quasi indistruttibili cittadini di Diibworld, casa del membro della L.E.G.I.O.N. Bertron Diib.
- Djinn - Razza di guerrieri alieni che tentarono di invadere Oa guidati da Kantuu.
- Dominatori - I Dominatori del Dominio sono una razza di conquistatori che distruggono tutto ciò che non possono conquistare. La loro maestria con la scienza avanzata, più specificatamente sul metagene rivaleggia con il talento degli Psion.
- Dokris - Una razza di alieni verdi con tecnologia avanzata sul viaggio temporale, alterarono il passato della Terra per poterla conquistare nell'anno 2287. Furono sconfitti da Kid Flash (Wally West).
- Draal - Alieni invasori del settore spaziale 3515.
- Dryadi - I Dryadi sono una forma di vita basata sul silicio, rappresentata da Strata e Blok.
- Duomaliani - I Duomaliani sono una razza di umanoidi dalla pelle grigia che abitano il "Mondo Specchio", cioè un mondo di un universo quadri-dimensionale abitato anche dagli Orinocas simili alle Amazzoni. Duomal fu scoperta e rinominata da Giovanni Zatara, in onore delle sue co-governanti la Regina Duora e la Regina Mulano. Duomal fu originariamente conosciuta come Thrule.
- Dromedaniani - una razza di nativi umanoidi simili a cammelli del XXX secolo, Captain Brakta un alleato della Legione dei Supereroi assunto da Dromedania.
- Durlan - I Durlan sono i nativi mutaforma xenofobici più temuti ed infami del pianeta Durla. Chameleon Boy membro della Legione dei Supereroi del XXX secolo è un Durlan.
- Dyrliani - I Dyrliani di Dyrlia sono una razza di alieni umanoidi dalla pelle arancione che inviarono il proprio salvatore geneticamente modificato, il "Figlio delle Stelle" sulla Terra, così che sarebbe potuto essere cresciuto da Superman e Supergirl. Il Figlio delle Stelle maturò in 24 ore.

## E
- Empire of Tears - Si trova sul pianeta prigione.
- (Schiavizzatori) En'taran - Gli En'taran sono una razza di pseudo-conquistatori che decimò parte della popolazione del pianeta Rann nel loro tentativo di prendere possesso della tecnologia Zeta-Beam.
- Euphoriani - Gli Euphoriani sono una razza di telepatici e telecinetici dal pianeta Euphorix nel Sistema Vega. Furono rappresentati da Primus and Kalista degli Omega Men.
- Exoriani - Exor è la casa della razza Exoriana. Sono rappresentati da una coppia di Exoriani di nome Zan and Jayna (i Wonder Twins), due dei futuri protettori di Exor. I "Dieci Elementi dell'Universo" è il nome dato a cinque paia di gemelli reali su Exor, ed ogni paio possedeva un potere elementale come fuoco, amore, vapore, piante, suono, metallo, ombre.

## F
- Femazons - Una razza da Trigus VIII.
- Fire People - Esseri alieni di plasma incendiato, che arrivarono su una cometa, furono sconfitti dalla Justice Society of America.
- Fluviani - I Fluviani del pianeta Fluvian sono una forma di vita a base di piante acquatiche. Dob Zagil di Fluvian successivamente divenne una Lanterna Verde.
- Fresishs - I Fresishs di Fresish sono una razza di insettoidi umanoidi. Gorgoth di Fresish è un membro del Dark Circle.
- Earthling (Terrestri) - Una razza di un pianeta simile alla Terra, che odiano la nostra razza.
- Futuresmiths - .

## G
- Galadoriani - I Galadoriani di Galador hanno una vita che dura decine di migliaia di anni, e hanno potere sull'energia e la materia. Bed Adlain di Galador è il loro rappresentante sulla Terra e lavora come pastore in alcuni campi proprio fuori Metropolis.
- Giganti di Dimensione Zero - I Giganti di Dimensione Zero sono una specie extra-dimensionale, tecnologicamente avanzata scoperta da Freccia Verde e dalla sua spalla Speedy. Incontrarono anche Xeen Arrow, una versione alternativa di Freccia Verde nativa della Dimensione Zero.
- Giganti di Ogyptu - I Giganti di Ogyptu sono titani nudi con la pelle blu del pianeta Ogyptu nel Sistema Vega. Il tempo sembra passare molto più lentamente per loro che per tutte le altre specie, e sono immortali per tutti pi loro scopi e intenti.
- Gil'Dishpan - I Gil'Dishpan sono la razza acquatica di extraterrestri spaziali più antichi, più potenti, ed imperialisti, di tutto l'Universo DC. Compaiono come vermi viola da tubo, e sono potenti telepati. I Gil'Dishpan si interessarono ad altre forme di vita acquatica come gli Hykraians, i Qarians e gli Atlantidei della Terra. I Gil'Dishpan furono i responsabili dell'evoluzione degli Hykraians e di aver dato loro il dono del viaggio interstellare. Il loro pianeta d'origine è un pianeta con oceani di metano simile ai Laghi di Titano.
- Gordaniani - I Gordaniani sono una razza di alieni rettili schiavisti che colonizzarono il pianeta Karna e servirono la Cittadella, nemica della razza nativa felina dei Karnan a cui diedero la caccia fino all'estinzione.
- Graxioni - una razza aliena simile agli elfi del settore spaziale 2815; vedi la Lanterna Verde Arisia Rrab
- Griks - I Griks sono una razza di anfibi che diffondono la robotica nel pianeta alleato di Rann, e furono appaltati per donare la tecnologia robotica per le mine di Rann.
- Grolls - invasori alieni con raggi a radiazioni cerebrali.
- Marziani Verdi - I Marziani Verdi sono una delle tre fazioni s Marziani di Marte, sulla Terra sono rappresentati da J'onn J'onnz, Martian Manhunter.

## H
- Halla's - Gli Halla's sono una razza di alieni verdi dal settore spaziale 2814, e indossano un'uniforme nera e viola senza simbolo. Gli Halla's servirono da rinforzi per gli Oani nel periodo di transizione dai Manhunters al Corpo delle Lanterne Verdi. Invece dell'anello del potere agli Halla's furono dati pistole con proiettili di gomma e le batterie dei Manhunters.
- Hators - L'unico sopravvissuto del devastato pianeta Hator è Badra. Può volare più veloce della luce, possiede una forza super umana, ed è una nemica di Wonder Woman.
- Hexapuses - Gli Hexapuses di Vortuma, sono una razza di cefalopodi a sei gambe incontrati da Aquaman. L'eroe fu trasportato nel loro mondo da una tecnologia simile al laser Zeta di Adam Strange. Gli Hexapuses comunicano utilizzando le vibrazioni attraverso l'acqua, e la loro parola per indicare proprio l'acqua è "Vortum". Possiedono una tecnologia di comunicazione avanzatissima, e possono concentrare le onde d'acqua intorno ai propri tentacoli per creare "tornado d'acqua".
- H'od - psudo-conquistatori galattici.
- Headmen - Leaders alieni.
- H'San Natall - L'impero degli H'San Natall è la casa di una potente razza di guerrieri, che costrinse un folto gruppo di scienziati Psion a creare degli ibridi metà umani e metà H'San Natall. I quattro ibridi creati entrarono tutti nei Teen Titans.
- Hykraiani - Gli Hykraiani sono dei telepati anfibi dal mondo acquatico di Hykraius. Tellus, membro della Legione dei Supereroi, è il loro rappresentante.
- Htraeani - I Htraeani del pianeta topologicamente impossibile di Htrae ono anche conosciuti come i Bizarro.

## I
- Icoidi - Ex nativi delle lune di Giove, e che successivamente si spostarono sugli anelli di Saturno. Loro e i Thermoidi furono originati al di fuori del sistema solare.
- Imperiex Probes - Gli Imperiex Probes composero il corpo di un alveare intelligente guidato da un essere cosmico conosciuto come Imperiex.
- Imskiani - Imsk è un'antica colonia della Terra. Gli Imskiani sono umani che condividono lo stesso talento metaumano, l'abilità di rimpicciolirsi. Shrinking Violet della Legione dei Supereroi è il loro rappresentante.
- Invisible Raiders - Gli Invisible Raiders sono una razza di Saturniani dalla pelle gialla con abilità simili a quelle dei Faceless Hunters.

## J
- Jaquaani - Poco si sa dei Jaquaani del pianeta Jaquaa. Il loro solo rappresentante nel XXX secolo è il Dottor Gym'll, medico della Legione dei Supereroi.
- Jirenn - Una razza umanoide da Rojira rappresentata dalla Lanterna Verde Rori Dag.
- Junoani - I Junoans dell'asteroide Juno sono una razza di alieni umanoidi tecnologicamente avanzati. I Junoans sono protetti da un esiliato di Atlantideo di nome Zarl Vorne che ottiene dei poteri simili a quelli dei Kryptoniani quando viene esposto o si avvicina all'asteroide Juno.

## K
- Kahloani - I Kahloani sono gli abitanti indigeni del pianeta Kahlo. Molti Kahloani aggiunti alla Belamort, una pianta psicotropica.
- Kalanoriani - I Kalanoriani di Kalanor sono una razza di soldati e stregoni alieni dalla pelle viola e con due occhi i cui più grandi campioni sono tre mutanti a tre occhi potenziati dalla "Fiamma di Py'tar". Il loro campione corrente e tiranno è Despero.
- Kalvars - I Kalvars di Kalvar sono noti anche come "Uomini-Uccello Banditi". Sono una specie di umanoidi con la pelle viola con ali e piedi simili a quelli degli uccelli.
- Karnani - Karna fu la casa di una razza di felini mannari noti come Karnani che condividevano il proprio mondo con i rettili Gordaniani. L'unico Karnano sopravvissuto è Tigorr degli Omega Men.
- Khund - I Khund sono un'antica razza guerriera dal pianeta ad alta gravità di Khundia. I Khund hanno un codice di combattimento elencato in regole. I corpi dei Khund hanno una struttura ossea e muscolare massicciamente maggiore a quella umana.
- Kigori - I Kigori sono una razza di Uomini Ragno nativi del pianeta Marte dell'Universo DC. I Kigori hanno dei grossi corpi da ragno ma con la testa calva da uomo, la pelle verde, enormi canini, e mani prensili verdi sulle zampe anteriori. La loro relazione con i Marziani Verdi è sconosciuta.
- Klaramariani - I Klaramariani di Klaramar, sono una razza di Saturniani dalla pelle gialla e possibili discendenti dei Marziani Gialli. Tutti i Klaramariani sembrano avere la pelle gialla/arancione, orecchie a punta, una totale mancanza di tratti facciali, e sono telepati.
- Karaziani
- Korugariani - I Korugariani di Korugar sono una razza superstiziosa tecnologicamente avanzata. Sono rappresentati da Sinestro, leader dei Sinestro Corps, Katma Tui e Soranik Natu.
- Krells - I Krells di Nuova Krell sono alieni dalla pelle blu, rugosa, con teste a cono, che vivono su una nave a forma di Superman che chiamano Nuova Krell.
- Krokodilos - I Krokodilos sono un impero guerrafondaio che provengono da Krokodilo Prime nel Sistema Byo.
- Kroloteani - Gremlins del Settore spaziali 312.
- Kryptoniani - Alieni abitanti del pianeta immaginario di Krypton, rappresentato sulla Terra da Superman, Supergirl e Superboy.
- Kwai - Il membro della Legione Shikari rappresenta questi insettoidi nella Seconda Galassia.

## L
- Lallorani - Lallor è un'antica colonia della Terra. I Lallorani sono umani, alcuni di cui possiedono dei talenti metaumani. I loro rappresentanti sono gli Eroi di Lallor.
- Largas - una razza estremamente pacifica che sorveglia il Pianeta della Guerra dopo che i Warzoons furono spazzati via. Anche i Largas morirono tutti.
- I Laroo - I Laroo sono una razza di alieni fanatici religiosi che perseguitano i Lasma.
- Lasma - I Lasma (noti anche come Ayrie) sono una razza pacifica di esseri simili alle piante.
- Lenglyns - .
- Lexoriani - I Lexoriani di Lexor sono una razza di alieni umanoidi che credono che Lex Luthor è un eroe, e che Superman è un criminale. Successivamente, Lex Luthor distrusse accidentalmente il pianeta mentre si batteva contro Superman.
- Lizarkons - I Lizarkons sono una delle razze soggetta all'Impero Thanagariano. Il loro ex pianeta natale si trova nel sistema solare di Aptilia, una distinzione che condividono con gli Uomini Aquila. Il loro rappresentante è la Lanterna Verde Isamot Kol.
- Llarani- I Llarani di Llar è una delle quattro razze tecnologicamente avanzate sempre in guerra, nativi del sistema Antares. Il Llaran più conosciuto è il loro imperatore Sayyar. I Llarani sono rettili umanoidi.
- Lunariani - I Lunariani del Pianeta Prime, sono una razza di umanoidi dalla pelle gialla che vivevano in un mondo vuoto provvisto di un sole artificiale, all'interno della luna terrestre, la Luna. I Lunariani intendevano distruggere l'umanità al fine di espander la propria "tecnologia di distruzione molecolare" e gli "inibitori cefalici". Sono guidati da un governo chiamato Diode, guidato da Primor-Trena e da Secundus-Ormang. L'armamento di distruzione molecolare Lunariana opera nello stesso spettro delle "radiazioni solari rosse" e possono teoricamente uccidere anche Superman. Come i Kryptoniani, I Lunarians possono assorbire le radiazioni solari per diventare super umani. I Lunariani furono costretti a vivere su un planetoide artificiale, e banditi dal sistema solare da Superman. Lo status della loro ex casa all'interno della Luna è sconosciuto.

## M
- Macrolatts - .
- Maltusiani - I Maltusiani furono i progenitori delle tre società più vecchie della galassia, gli Oani, le Zamaron e i Controllori. Fu su Maltus che il potere dei Guardiani successivamente adottato dai Guardiani fu scoperto.
- Manhawks (Uomini Falco) - I Manhawks sono una delle razze dell'Impero Thangariano, e sono grandi esseri simili a falchi che indossano maschere umanoidi. Il loro pianeta senza nome si trova nel sistema solare di Aptilia.
- Manhunters - Gli androidi Manhunters sono macchine cecchine, originariamente creati come forza di pace dagli Oani. I Manhunters furono il prototipo di una forza di pace successiva di robot meglio controllati dai Guardiani, e queste creature furono conosciute come "Pugni dei Guardiani".
- Margoi - I Margoi sono alieni con la pelle arancione con una cresta sulla fronte e gli occhi blu. I Margoi sono in guerra con gli Aloi a causa di un dispositivo di nome "Grayl". I Margoi furono rappresentati da Nemmul.
- Marziani Bianchi - I Marziani Bianchi sono una delle tre divisioni etniche native del pianeta Marte come descritto nell'Universo DC.
- Marziani Gialli - I Marziani Gialli sono una delle tre specie note dei Marziani dell'Universo DC, e ciò include i Marziani Verdi e Bianchi. Il destino dei Marziani Gialli è sconosciuto, ma possono essere correlati ai Kalamariani (Saturniani Gialli) come rappresentato dai Faceless Hunters.
- Metans - Nativi della Zona Meta sono capaci di uscire dalla Zona Zero utilizzando la veste M al fine di raggiungere la Terra. Meta è la casa di Rac Shade, anche noto come Shade, The Changing Man.
- Mogo il Pianeta Vivente - Mogo è un pianeta senziente o "vivente", tecnicamente senza sesso ma spesso ci si riferisce a Mogo come se fosse un maschio. È un membro rispettato del Corpo delle Lanterne Verdi ed un grande aiuto psicologico per i suoi colleghi.
- Mongul - I Mongul sono il popolo senza nome di una razza aliena, religiosamente fanatica da cui il tiranno Mongul fu esiliato. Mongul fu deposto durante una rivoluzione guidata da un antico mistico di nome Arkymandryte. Fuggì dal colpo di Stato religioso con un piccolo gruppo fidato che successivamente uccise.
- Monaci - Razza di animali da un mondo lontano.
- Moon Creatures - .
- Mosteelers - I Mosteelers di Mosteel sono una delle quattro razze tecnologicamente avanzati e sempre in guerra nativi del sistema Antares. Il Mosteeler più noto è il loro padrone dalla pelle metallica Kromm. I Mosteelers non sono robot, ma il loro metabolismo sembra aver mostrato dei sedimenti ferrosi che finiscono direttamente nel loro esoscheletro cheratinoso.
- Muscariani - razza di funghi nani.
- Mygorg - I Mygorg sono una razza brutale con la pelle verde che schiavizzò la popolazione umana del pianeta Pytharia, inclusa l'élite dominante del pianeta, i Lightning Lords. Pytharia è la casa extradimensionale dello spadaccino noto come Starfire.
- Myrmidoni - I Myrmidoni sono i dominatori con la pelle blu dell'Impero Stellare di Myrmiton, e tentarono la conquista della Terra, che fu però sventata dalla Lanterna Verde Hal Jordan e da Flash (Barry Allen).

## N
- Naltoriani - Naltor è un'antica colonia della Terra. I Naltoriani sono umani che condividono lo stesso talento metaumano, il potere della precognizione. Nura Nal di Naltor è un membro della Legione Dei Supereroi. Norak Kun di Naltor è un membro del Dark Circle.
- N'crons - Gli N'crons di N'cron sono una razza di alieni tentacolati che somigliano fortemente alla descrizione di H.P. Lovecraft di Cthulhu. Grullug Garkush di N'cron è un membro del Dark Circle.
- Nuovi Dei - I Nuovi Dei sono una razza di super umani divinizzati abitanti del pianeta Nuova Genesi ed Apokolips, e sembrano essere bloccati in un cerchio di una guerra improduttiva. Le fazioni separate sono guidati da leaders conosciuti come Altopadre (Nuova Genesi) e Darkseid (Apokolips).
- Null-Oids - I Null-Oids rappresentati da Null-O sono esseri artificiali ne di materia ne di energia. Null-O fu inviato da un futuro distante da umani avanzati.

## O
- Oani - Gli Oani sono una razza discesa dai Maltusiani, cugini di razze simili, come le Zamaron e Controllori. Sono anche noti come "Guardiani dell'Universo".
- Obsidian Folk - Gli Obsidian Folk sono una delle due razze autoctone di Stoneworld, e sono umanoidi tribali con la pelle ossidata, e senza capelli. Kworri del Folk Obsidian più tardi divenne una Lanterna Verde.
- Okaarani- Gli Okaarans di Okaara, sono la seconda razza più vecchia del sistema Vega. I Signori della Guerra di Okaara studiarono e perfezionarono tutte le forme di combattimento al fine di proteggere gli ex pacifici Okaarani dagli Psion.
- Olys - Invasori alieni di numerosi sistemi stellari.
- Omegons - Gli Omegons di Omegon sono una razza di umanoidi dalla pelle viola con quattro braccia con una cultura ibrida feudale/tecnologica. L'eroe assassinato "Voltro Il Campione" nacque su Omegon.
- Omerons - Gli Omerons del pianeta Omeron che orbita intorno al sole del sistema Antares. Scoperti da un fattore umano di nome Howard Melville che pilotò una nave spaziale Omeron verso la sua casa.
- Ophidiani - Segreta razza mistica.
- Orandani - Gli Orandani di Orando sono possibili discendenti degli Homo Magi della Terra. La Princess Projectra della Legione dei Supereroi è la loro rappresentante.
- Orinocas - Gli Orinocas sono una razza di donne telepatiche guerriere che abitano il "Mondo Specchio" un universo quadri-dimensionale abitato anche dai Duomaliani. La prima persona della Terra a scoprire il "Mondo Specchio" fu Giovanni Zatara, ma fu Sam Scudder il primo Mirror Master che scoprì gli Orinocani.
- Overlords - razza lunare cibernetica.

## P
- Parassiti Cerebrali del Pianeta X - I Parassiti cerebrali del Pianeta X, utilizzano un potente estrattore di conoscenza per estrapolare la conoscenza dalle altre razze.
- Pharmans - .
- I Pharoidi - Governanti dell'Impero Pharonico, provengono dal pianeta Pharos IV.
- Poglachiani - una razza di pagliacci.
- Progeny - Razza simile agli scarafaggi nella Seconda Galassia che volevano eliminare la creazione della razza Kwai di Element Lad.
- Prolfs - I Prolfs sono una razza di alieni diminutivi che sono immuni al vuoto dello spazio. Sono nativi del sistema Vega.
- Promethean Giants - Antica razza aliena, intrappolata nel Muro della Fonte.
- Proteani - animali mutaforma telepatici.
- Psion - Gli Psion sono una razza di rettili scienziati elevati dai proto-Oani Maltusiani dalle lucertole native di Maltus.
- Puffballs - Nido intergalattico di Lanterne Verdi.
- Persone di Pumice - Le Persone di Pumice sono una delle due razze di Stoneworld, sono umanoidi tribali dalla pelle grigia scura e senza capelli. Aa delle Persone di Pumice divenne successivamente una Lanterna Verde.
- Pythariani - Pytharia è la casa extra-dimensionale dello spadaccino noto come Starfire. Il pianeta fu governato una volta da un classe di élite di nome Lightning Lords, ma la popolazione umana fu schiavizzata da alcuni alieni conosciuti come Yorg e Mygorg.

## Q
- Quahooga - .
- Qariani - I Qariani di Qaria sono umanoidi acquatici che somigliano fortemente agli umani, ma hanno coralli viola come i capelli e le branchie sul dorso del collo. Qaria è un mondo completamente coperto dall'acqua.
- Quantum Mechanics - razza aliena super avanzata.
- Qwardiani - I Qwardiani sono nativi del mondo anti-materiale di Qward. Qward è l'equivalente anti-materiale del pianeta Oa.

## R
- Ranniani - I Ranniani di Rann sono una razza antica quasi sterile di umanoidi tecnologicamente avanzati. Sono rappresentati da Alanna Strange, moglie di Adam Strange.
- Ranx la Città Senziente - Ranx è un antico costrutto di feroci guerrieri nella forma di una città. Ranx tutto nelle sue vicinanze, e può controllare le forze gravitazionali locali.*Ravagers of Olys -
- Red-Moon Gods (Dei della Luna Rossa) - Sopravvissuti atlantidei della città di Challa-Bel-Nalla, quindi governati da Lord Daamon (un antenato di Deimos), formarono un'alleanza con la razza che chiamarono Red-Moon Gods, ossia Dei della Luna Rossa. Questi alieni fornirono agli atlantidei la tecnologia avanzata che Travis Morgan avrebbe successivamente scoperto in Nuova Atlantide.
- Saturniani Rossi - (vedi Saturniani)
- Reflektorrs - I Reflektorrs sono una razza di parassiti psionici consistenti di pura energia psichica, e furono scoperti mentre si nutrivano della gente di Apokolips.
- Replikons - .
- Reach - I Reach sono un'antica razza militaristica che controlla il settore spaziale 2. Stipularono un antico patto di non-aggressione con gli Oani, e sono i creatori dello scarabeo di Jaime Reyes (Blue Beetle). Sono la seconda razza più antica dell'universo dopo i Maltusiani.
- Rhoon - Rhoon è u pianeta diviso in due tra la scienza e la stregoneria elementale, i cui utilizzatori della magia sono segregati sull'Isola degli Stregoni. Sono rappresentati dalla Lanterna Verde Hollika Rahn.
- Rigelliani - I Rigelliani sono una razza di anfibi dalla pelle viola senza naso, che fuggirono dal loro mondo prossimo alla distruzione in un futuro distante. Fu dato loro il benvenuto dalla popolazione della Terra in un tempo in cui il sole sembrò essere diventato una nana rossa. Ebbe luogo una guerra civile quando i mezzi-uomini, una razza venuta fuori dagli umani e dai Rigelliani rovesciarono i propri progenitori.
- Roboticans - I Roboticans di Robotica sono una civilizzazione meccanica guidata da C.O.M.P.U.T.O. che è nativo del XXX secolo.
- Rulanns - Una delle due razze proveniente da Rojira che somigliano a stelle marine.

## S
- Sangtee - Membri dell'impero di sesso singolo di Sangtee, governato da un imperatore di nome "Kreel".
- Saturniani - Le razze di Saturniani Rossi, Bianchi e Gialli sono i discendenti dei Marziani Verdi, Bianchi e Gialli. Tra questi vi è Fura, un signore della guerra Saturniano dal 3000 d.C. che comparve in Batman n. 26, nemico del Batman del 3000.
- Savothiani - I Savothiani son una specie umanoide simile ai cammelli nativi del pianeta Savoth. Furono amici di lunga data di tutti i Flash.
- Scissormen - Personaggi meta-immaginari che abitarono un mondo di nome Orqwith.
- Slaggiti - Gli Slaggiti (noti anche come Spitroidi) dal pianeta Slagg sopravvissero ad un genocidio dopo essersi ribellati alle regole della Cittadella, e sono rappresentati da Shlagen degli Omega Men.
- Slyggians- .
- Sornaii - I Sornaii sono una razza aliena apparentemente multiversalmente consapevole che sembrano ricoprire un ruolo simile a quello dei Monitor ma su una scala più bassa.
- Space Dolphins - Gli Space Dolphins sono cetacei alieni capaci di sopravvivere e navigare nel vuoto dello spazio. Due di loro sono stati visti in compagnia di Lobo.
- Spider Guild - La Gilda dei Ragni sono una razza di mercanti, commercianti, schiavisti e conquistatori alieni dal sistema stellare Vega.
- Starro - .
- Statejians - Razza guerrafondaia da Qualar IV.
- Sputans - razza senziente fatta di larve e batteri.
- Sumal - razza sterminata dalla Progenia ubicata nella Galassia dei Progenitori.

## T
- Talokiani (Talok III) - I nativi dalla pelle azzurra di Talok III sono la gente a cui appartiene Mikaal Tomas (Starman).
- Talokiani (Talok IV) - I nativi dalla pelle azzurra di Talok IV sono il popolo a cui appartiene Lyssa Drak. Lyssa è un membro dei Sinestro Corps.
- Talokiani (Talok VIII) - I nativi dalla pelle blu scuro di Talok VIII sono il popolo a cui appartiene Tasmia Mallor (Shadow Lass). È anche la casa di suo fratello Grev Mallor, e delle sue antenate Lyrissa Mallor e Lydea Mallor.
- Talyns - I Talyns di Talyn sono una razza aliena rappresentata dall'ex Teen Titan Jarras Minion. I Talyns furono i creatori della tecnologia Omegadrone poi inserita nel corpo di Cyborg.
- Tamaraniani - I Tamaraniani di Tamaran sono una specie umanoide felina nativa del sistema stellare Vega. Hanno la pelle dorata, grandi occhi verdi da felino, e lunghi capelli da uomo. Come Superman, i Tamaraniani sono batterie solari viventi che possono immagazzinare e convertire le radiazioni solari. Sono rappresentati da Starfire dei Teen Titans.
- Tchk-Tchkii - una razza insettoide parassitica simile agli scarafaggi sulla linea dell'estinzione. Di base, a causa della loro armatura gialla, sono responsabili dello sterminio di vari membri del Corpo delle Lanterne Verdi da diversi settori spaziali, incluso Abin Sur.
- Tebans - .
- Technis - una razza tecnologicamente intellettiva che trasformò Cyborg dei Teen Titans in Cyberion.
- Teiresiae - una razza di mutaforma che abitò un paese di nome Madre-Tempo.
- Telluriani - I Telluriani di Telluria sono praticamente Klingon dalla pelle blu con gemme rosse sulla fronte. Le gemme sulle loro fronti permettono loro di lanciare raggi mentali. Sono una razza tecnologicamente avanzata. Son rappresentati dai fratelli Farlund e Karmault.
- Terrorformi - una razza altamente evoluta telepaticamente sincronizzata di esseri che garantisce i super poteri alle razze meno evolute.
- Thanagariani - I Thanagariani di Thanagar sono un antico impero stellare umanoide che orbita nella stella di Polaris. L'Impero Thanagariano si è contratta notevolmente dopo l'apice della sua grandezza, ma molte razze discendenti abitano il Mondo Imperiale. L'imbracatura di ali che consentono loro di sconfiggere la gravità fatte di un metallo esotico noto come "Metallo Nth" permette alla élite Thanagariana, militare e rinforzi legali di sperimentare una forma personale di volo.
- Tharriani - Il pianeta Tharr di un'antica colonia della Terra. I Tharriani sono umani che condividono lo stesso talento metaumano, il potere della criocinesi. Polar Boy della Legione dei Supereroi è il loro rappresentante.
- Thermoidi - ex nativi di delle lune di Giove, che successivamente si mossero sugli anelli di Saturno. Crearono gli Icods fuori dal sistema solare.
- Thoneworlders - I Throneworlders sono una razza di umanoidi derivanti da Thoneworld, un pianeta conosciuto un tempo come Kranaltine. Throneworld è la casa del principe Gavyn, l'eroe conosciuto come Starman.
- Thorons - I Thorons di Thoron sono una razza di umanoidi tecnologicamente avanzati che derivano dallo stesso vicinato solare dei Kryptoniani, e possiedono abilità simili. Sono rappresentati da Halk Kar, un Thoron credette di essere "il fratello maggiore di Superman".
- Thronniani - I Thronniani sono una razza di umanoidi dal pianeta Thronn. Energiman, Magicko, Strong Girl, e Golden Blade sono la Squadra d'Onore di Thronn.
- Thunderers - (see Qwardiani).
- Timronians - .
- Titaniani - La luna Saturniana di Titano è la casa di un'antica colonia della Terra. I Titaniani sono umani che condividono lo stesso talento metaumano, il potere della telepatia. Saturn Girl della Legione dei Supereroi è la loro rappresentante.
- Tormocks - I Tormocks sono una razza di guerrieri psicologicamente e culturalmente primitivi dedicati alla distruzione dei Vuldariani.
- Tribuni - I Tribuni di Gallo, sono una razza presumibilmente più anziana dei Guardiani dell'Universo. Formarono il Tribunale Galattico, un'organizzazione devota dello studio delle immutabili leggi della creazione, e si dedicano al giudizio e a punire coloro che violano tali leggi. Guidati dal Tribunale-Prime, con rinforzi chiamati Guardie del Tribunale.
- Trombusans - I Trombusans di Trombus sono una razza di alieni umanoidi tecnologicamente e socialmente alla pari della Terra. Trombus è protetta dalla Hyper-Famiglia, un gruppo di alieni umaoidi con abilità simili ai Kryptoniani che al loro opposto, ottengono da un "sole rosso". L'Hyper-Famiglia sono i soli sopravvissuti di un mondo senza nome simile a Krypton. Sono Hyperman, Hyperwoman, Hyperboy (Kirk Quentin), e Klypso l'Hypercane.
- Trontiani - I Trontiani sono una razza di amebe amorfe come alieni capaci di unirsi fino a formare una massa compatta. Possiedono anche l'abilità di immagazzinare grandi quantità di energia.
- Trophy Lords - I Trophy Lords sono una razza di potentissimi lupi umanoidi tecnologicamente avanzati dal pelo bianco. Sembrano essere una razza di cacciatori patologici. Son rappresentati da Jharaka Bin Dharlok il Trophy Lord che incontrò Superman.
- Tsaurons - Gli Tsaurons di Tsauron sono una razza di rettili umanoidi con scaglie gialle. Ontiir di Tsauron è un membro del Dark Circle.
- Tybaltiani - I Tybaltiani di Tybalt utilizzarono la Terra come luogo di vacanza mascherando i propri conterranei da terrestri. Nella loro forma naturale, i Tybaltiani sono nani tozzi dalla pelle verde, con i crani enormi, e hanno mostrato una forza pari a quella di Superman.
- Tynolans - Tynola è il mondo in cui Vartox si trasferì dopo la distruzione del suo pianeta, Valeron. Gli Tynolans sono una razza di umanoidi dalla pelle arancione. Una divinità aliena di nome "Moxumbra il Serpente delle Stelle" domandava sacrifici umani dai Tynolans. Il pianeta fu distrutto da un'entità aliena nota come Sraltka.
- Tyrraziani - Tyrraz è un paletoide artificiale che è la casa di una razza tecnologicamente avanzata dalla pelle rossa conosciuta come Tyrraziani nel XXX secolo. I Tyrraziani hanno una forte somiglianza culturale e fisica con i Khund. Sono rappresentati da Tyr.

## U
- Ultas - Gli Ultas di Ulta sembrarono avere una loro versione del metagene. L'eroe "Trygg l'Invincibile" esibì una forza alla pari di Superman prima della sua morte.
- Ungarani - Gli umanoidi dalla pelle rossa Ungarani sono rappresentati da Abin Sur l'ex Lanterna Verde.
- Uraniani - Gli Uraniani, guidati da Uvo il signore della guerra di Urano inviò una piccola armata nello spazio nel tentativo fallito di conquistare la Terra e rubare l'uranio, un minerale radioattivo abbondantemente presente nei pianeti esterni. Gli Uraniani furono sconfitti da Wonder Woman. Gli Uraniani possiedono una tecnologia avanzata, ed utilizzarono un raggio "decalcificante" che pietrifica le sue vittime.
- Uxoriani - I rettili dalle scaglie verdi Uxoriani di Uxor, sono rappresentati da Green Man, ex membro degli Omega Men del Corpo delle Lanterne Verdi.

## V
- Valeroniani - Valeron è la casa del supereroe alieno Vartox, ed Ontor il precedente protettore del pianeta. I Valeroniani sono una razza estinta di alieni umanoidi dovuto alla distruzione di Valeron.
- Vermi Venusiani - L'unico Verme Venusiano sopravvissuto conosciuto è il criminale noto come Mister Mind. I Vermi non furono originati nel sistema solare, ma furono esiliati da una capsula prigione sospesa nell'atmosfera superiore di Venere. Quando furono esposti al raro Suspendium, i Vermi mutarono nelle forme evolute degli Hyperflies. Un Hyperfly è capace di nutrirsi del potenziale del Multiverso.
- Vimaniani - Razza aliena che intendeva distruggere la Terra. Si portarono dietro una forza lavoro in forma di matrici energetici in speciali cristalli, attivati dallo scienziato Zachary Leight che crearono un gruppo di eroi che si autonominarono Xenobrood.
- Vrangs - I Vrangs di Vrang sono una razza di uanoidi guerrafondai dalle orecchie a forma di ali da pipistrello dalla pelle grigia, tecnologicamente avanzata. I Vrangs una volta tentarono di conquistare il pianeta Krypton.
- Vuldariani - I Vuldariani sono una razza di alieni mutaforma simili ai Durlan ma molto meno riservati. Possono mutare i propri corpi in una varietà di armi ad energia diretta e strumenti da taglio. Possiedono anche una super forza ed un'alta resistenza. Guy Gardner nacque come ibrido Vuldariano, ma il DNA alieno fu reso dormiente o espulso dal suo corpo, e gli effetti collaterali di tale alterazione genetica sono sconosciuti.
- Vulxans - I Vulxans sono una razza di umanoidi dalla pelle arancione a base di silicio che svilupparono un'avanzata tecnologia teleportante. Superboy scoprì che la Kryptonite poteva proteggere il loro pianeta dalla distruzione.

## W
- Wagnorians - .
- Warzoons - Quando il Pianeta della Guerra daopo la sua invasione della Terra con Brainiac, i suoi abitanti, i Warzoons, andarono a Metropolis. Al fine di attivare il resto delle macchine da guerra andarono a Metropolis e presero il controllo del sistema fognario della città.
- Weaponers - (see Qwardiani)
- Winathians - Winath è un'antica colonia della Terra. I loro rappresentanti sono Lightning Lad e Lightning Lass della Legione deo Supereroi, e di loro fratello Lightning Lord.
- Wingors - una razza di gorilla alati dal pianeta Illoral, un pianeta conquistato da Thanagar.

## X
- Xan - Esseri elettromagnetici viventi, prosperarono nella prima era di Krypton.
- Xanthuans - .
- Xebeliani - Xebel è un regno nella "Dimensione Aqua" ex casa-dimensione di Queen Mera di Atlantide. Gli Xebeliani sono correntemente governati dalla regina V'lana.
- Xenoformers - Gli Xenoformers dalla Galassia X sono la bizzarra razza ibrida tra i Transformers e Scoop da Bob The Builder, e sono i preferiti di Grant Morrison. Correntemente uno Xenoformer di nome Metalek è imprigionato nella Base 101 in Britannia.
- Xudariani - Gli Xudariani di Xudar sono una specie di alieni dalla pelle arancione pseudo-volanti. Il loro rappresentante più rispettato è Tomar-Re del Corpo delle Lanterne Verdi.

## Y
- Yazz - Gli Yazz sono una razza aliena simile agli uccelli rappresentati dagli Yazz.
- Yggardis il Pianeta Stregone - Yggardis il Pianeta Stregone è un pianeta vivente simile a Mogo, e anche un potente stregone provvisto di tentacoli cibernetici. Yggardis è un membro fondatore dei Forgotten Villains.
- Yorg - Una misteriosa razza extra-dimensionale di ombre viventi che aiutavano un'altra razza aliena conosciuta come Mygorg schiavizzando i Pythariani. I Lightning Lords erano l'élite governante di Pytharia, casa dello spadaccino noto come Starfire. Gli Yorg furono anche vicini alleati della strega conosciuta come Lady Djinn. Gli Yorg esibirono abilità manipolative delle ombre simili a quelle del Ladro di Ombre.

## Z
- Zandriani - Gli Zandriani di Zandria sono una razza di conquistatori da strapazzo incapaci di ferire una vita.
- Zamaron - Le Zamaron una razza discendente dai Maltusiani, cugine di altre razze simili come gli Oani e i Controllori.
- Zaons - Razza della Lanterna Verde G'paak's.
- Zarolatts - .
- Zaroxiani - Gli Zaroxiani di Zarox-13 sono una razza di umanoidi rotondi dalla pelle verde con un'avanzata scienza polimera, e tecnologia robotica. Il conquistatore alieno conosciuto come Garguax è uno Zaroxiano.
- Zeerangans - Gli Zeerangans sono una razza militaristica dal pianeta Zeeranga che tentarono di conquistare il pianeta Omeron.
- Zilliphi - Razza di Taa's.
- Zoltams - Gli Zoltams di Zoltam sono una società aliena avanzata con la tecnologia a base del suono, sono anche in grado di utilizzare il suono pe potenziare le loro città. Gli Zoltams hanno la pelle color giallo luce, larghi crani piatti, e orecchie a punta.
- Zumooriani - Gli Zumooriani di Zumoor sono umanoidi. I raggi energetici dorati della luna di Zumoors sembra attivare il metagene negli umani. Thomas Keith della Terra viaggiò su Zumoor con il suo cane Rovo, e qui adottò Chad e Vela Kazzan e battezzò Zarl Kazzan. In qualche modo Zarl ed il suo cane, Rovo, ottennero dei poteri metaumani alla pari dei mKryptoniani che utilizzarono per proteggere Zumoor.
- Zweniti- Abitanti del pianeta Zwen, un'antica colonia della Terra. Gli Zweniti svilupparono l'abilità di tramutare se stessi in statue di pietra statiche al fine di sostenere la rotazione del loro pianeta intorno al loro sole. Il nativo più famoso di Zwen è Stone Boy della Legione degli Eroi Sostituti.